# Elvio Fachinelli
Elvio Fachinelli (Luserna, 29 dicembre 1928 – Milano, 21 dicembre 1989) è stato uno psichiatra, psicoanalista, pedagogista e attivista italiano.

## Biografia
Nato a Luserna, ha abitato nel quartiere semirurali in via Milano a Bolzano, città che lasciò poi per motivi di studio. Laureatosi in medicina all'Università degli Studi di Pavia nel 1952, dove fu alunno del Collegio Cairoli, si specializzò in neuropsichiatria a Milano nel 1961 con una tesi sul test di Rorschach nei pazienti fobici e ossessivi. Entrato a far parte della Società Psicoanalitica Italiana nel 1966, dopo un training analitico con Cesare Musatti, collaborò per oltre vent'anni con riviste come Il corpo, Quaderni Piacentini, Quindici. Ha inoltre tradotto alcuni scritti di Sigmund Freud, collaborando alla divulgazione italiana della sua opera.
Forse il suo più importante contributo alla psicologia, in particolare infantile, è stata la promozione della cosiddetta pedagogia non autoritaria, estrinsecatasi anche con la creazione di progetti pratici, come un asilo autogestito nella zona di Porta Ticinese a Milano.
Tra i promotori di un convegno sulle esperienze non autoritarie nella scuola, da questo trasse lo spunto per la fondazione, assieme a Lea Melandri, della rivista (e casa editrice collegata) L'erba voglio (1971-1977). 

## Omaggi
- Luserna, sua città natale, gli ha intitolato la biblioteca locale, dove sono raccolte le sue carte. Le sue opere sono in ristampa presso Adelphi, a cura della figlia Giuditta Fachinelli.

- Nel 2019 è stato fondato l'Istituto Elvio Fachinelli Archiviato il 16 gennaio 2021 in Internet Archive., connesso all'European Journal of Psychoanalysis, e che si occupa di psicoanalisi e cultura.

## Opere principali
- Trad. (con Angela Terzani Staude e Mazzino Montinari) di Sigmund Freud, Psicoanalisi. Esposizioni divulgative, Torino: Boringhieri, 1963
- Nuovo significato del disegno e recupero magico del passato nell'opera di un'artista psicotica, in Archivio di psicologia, neurologia e psichiatria, n. 25, fascicolo 1, Milano: Vita e pensiero, 1964, pp. 27–50
- Freud, Milano: Compagnia edizioni internazionali, 1965; poi in Su Freud, a cura di Lamberto Boni, Milano: Adelphi, 2012 ISBN 978-88-459-2576-4
- Prefazione a Edward Glover, Freud o Jung?, Milano: Sugarco, 1967
- Trad. di Ernst Kris, Ricerche psicoanalitiche sull'arte, Torino: Einaudi, 1977 ISBN 88-06-11398-4
- Prefazione a Paul Léautaud, Settore privato: diario personale, Milano: Feltrinelli, 1968
- L'erba voglio. Pratica non autoritaria nella scuola, a cura di Elvio Fachinelli, Luisa Muraro Vaiani e Giuseppe Sartori, Torino: Einaudi, 1971
- Trad. (con Herma Trettl) di Sigmund Freud, L'interpretazione dei sogni, Torino: Bollati Boringhieri, 1973 ISBN 88-339-0027-4
- La parola contaminata, in Abrahamas L'uomo col magnetofono.ed L'erba voglio1977
- Il bambino dalle uova d'oro, Milano: Feltrinelli, 1974, 1999; n. ed. Milano: Adelphi, 2010 ISBN 978-88-459-2473-6
- Uma tentativa de amor: Portogallo, estate .1975, Roma: Cooperativa scrittori, 1976
- Liliana Cavani o la capacità di guardare, in "Belfagor", 33, 1, gennaio 1978, pp. 101-05
- La freccia ferma. Tre tentativi di annullare il tempo, Milano: L'erba voglio, 1979 Premio Viareggio 1980[2]; n. ed. Milano: Adelphi, 1992 ISBN 88-459-0874-7
- Claustrofilia. Saggio sull'orologio telepatico in psicanalisi, Milano: Adelphi, 1983 ISBN 88-459-0526-8
- La mente estatica, Milano: Adelphi, 1989, n. ed. 2009 ISBN 978-88-459-2407-1
- Intervista sulla formazione degli analisti, in Sergio Benvenuto e Oscar Nicolaus (a cura di), La bottega dell'anima. Problemi della formazione e della condizione professionale degli psicoterapeuti, Roma: FrancoAngeli, 1990. ISBN 88-204-6451-9
- Frutti della claustrofilia: catalogo del fondo Elvio Fachinelli della Biblioteca comunale di Luserna, Trento: Provincia autonoma di Trento, 1996 (pubblicato in occasione del convegno "L'inquietante sapere", tenuto a Luserna nei giorni 14 e 15 dicembre 1996)
- Trad. (con Herma Trettl e Maria Anna Massimello) di Sigmund Freud, Sogni e interpretazioni , Torino: Bollati Boringhieri, 1997
- Intorno al '68: un'antologia di testi, a cura di Marco Conci e Francesco Marchioro, Bolsena: Massari, 1998
- Destra e sinistra: una coppia simbolica esaurita, in "Rivista di psicologia analitica", 81, 2010, pp. 251–59
- Freud 1966, in "Rivista di psicologia analitica", 82, 2010, pp. 119–54
- Sette scritti, in Elvio Fachinelli: un freudiano di giudizio, a cura di Antonello Sciacchitano, "aut aut", n. 352, Milano: Il Saggiatore, 2011
- Al cuore delle cose. Scritti politici (1967-1989), a cura di Dario Borso, Roma: DeriveApprodi, 2016 ISBN 978-88-6548-145-5
- Grottesche. Notizie, racconti, apparizioni, a cura di Dario Borso, Trieste: ed. Italo Svevo, 2019 ISBN 978-88-99028-40-4